# Kubisch epitheel

kubisch epitheel

Kubisch epitheel is epitheelweefsel waarvan de cellen grofweg een kubische vorm hebben, dat wil zeggen dat ze ongeveer even hoog als breed zijn. Deze cellen kunnen, afhankelijk van hun functie, voorkomen in een enkele laag of in meerdere lagen. Als eenlagige vorm komt het onder andere voor in de eierstokken en nierkanaaltjes en in de ogen; als meerlagige vorm komt het voor in de afvoerkanaaltjes van zweetklieren, melkklieren en speekselklieren.